# Josep Triadó i Mayol
Josep Triadó i Mayol (Barcelona, 10 de febrer de 1870 - 2 d'abril de 1929) va ésser un dibuixant, exlibrista i pintor.

## Biografia
Va néixer al carrer de Cadis de Barcelona, fill de Josep Triadó i Constansó i de Mercè Mayol i Torner, ambdós naturals de Barcelona.
Durant els anys noranta del segle xix es dedicà a la pintura i feu obres de caràcter simbolista i paisatges lírics i boirosos. Més endavant, es caracteritzà per les seues pintures de tipus populars catalans i marines.
Va estudiar a Madrid i a l'Escola de la Llotja, on des de 1902 ensenyà dibuix.
Aprengué gravat amb Alexandre de Riquer, que l'introduí també en l'obra de William Morris, de qui va ser un gran seguidor. Interessat per tot el que es relaciona amb les arts del llibre, participà en les diverses etapes del seu procés: des de la concepció dels tipus d'impremta fins a la projecció de tapes luxoses, i des de la creació de colofons a l'embelliment de les pàgines amb vinyetes de la seua invenció.
Dibuixà també cartells, anuncis, marques comercials, menús, cartes, diplomes, etc., i excel·lí en l'ex-libris. Són també nombrosos i notables els projectes artístics que realitzà per a teixits, ceràmica, brodats, joieria, etc.
Fou director artístic de la Revista Gràfica, la Revista Ibérica de Exlibris, l'Institut Català de les Arts del Llibre i de l'Anuari de les Arts Decoratives. A la Biblioteca-Museu Víctor Balaguer hi ha l'obra Sortint del cementiri de 1929.
Es va casar amb Isabel Nolla i Cantons (1877-1959). Van tenir diversos fills: Maria, Roser i Albert. Albert Triadó i Nolla (1910-1981) fou un conegut pintor.

La mort - Museu Nacional d'Art de Catalunya
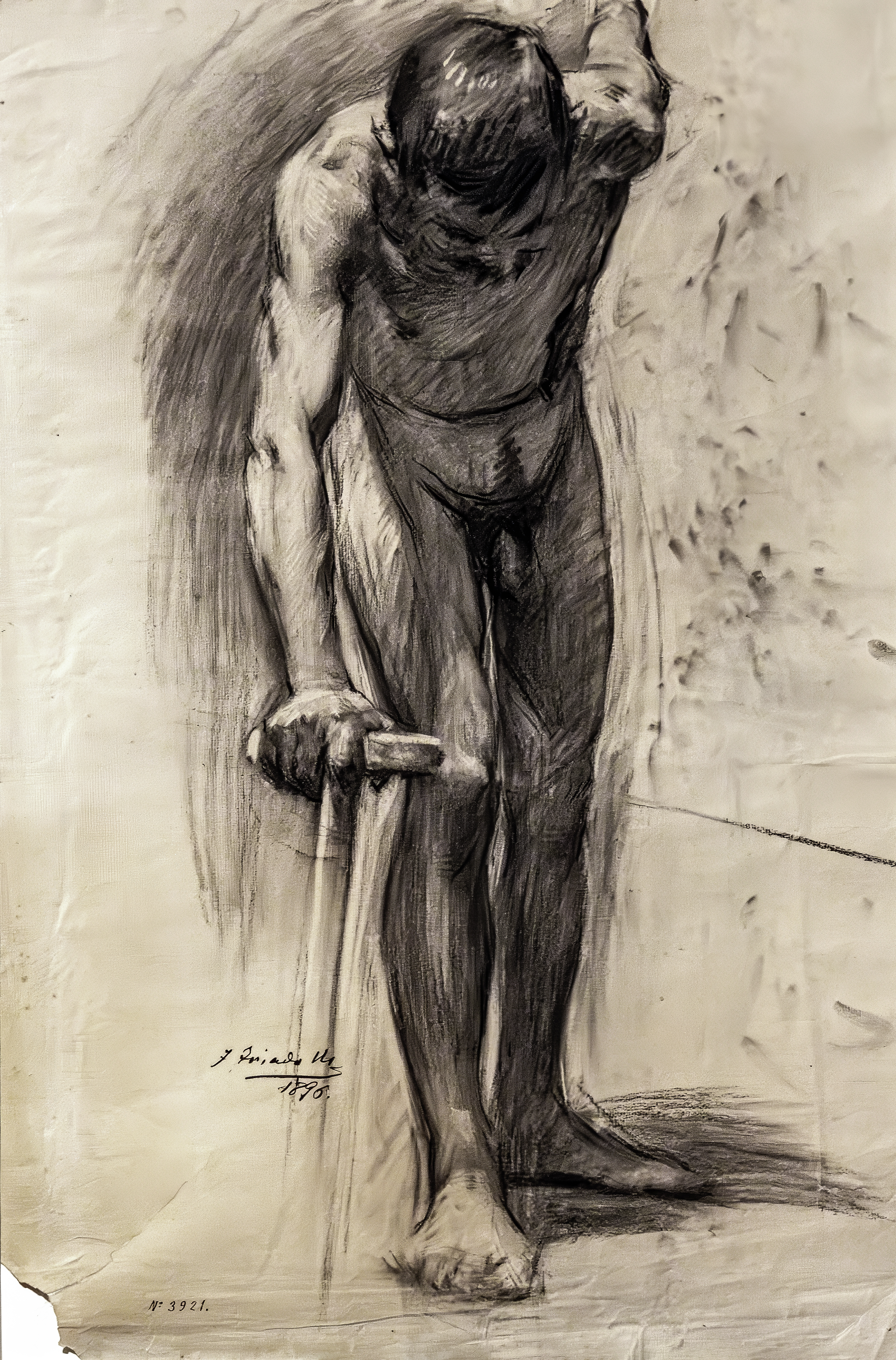
Nu masculí - Museu Nacional d'Art de Catalunya